# Billie the Vision & the Dancers
Billie the Vision and the Dancers ist eine Indie-Pop-Gruppe aus Malmö. Die siebenköpfige Band verbindet akustischen Indie-Pop mit Folk-Elementen.

## Geschichte
Billie the Vision and the Dancers wurden 2004 von Lars Lindquist gegründet. Das Debütalbum wurde für den schwedischen Musikpreis „Manifest“ nominiert. So wie die drei Nachfolger wurde es auf dem bandeigenen Label „Love Will Pay the Bills“ veröffentlicht. The World According to Pablo erschien 2005. Alle Alben wurden von der Band kostenfrei zum Download angeboten und zusammen bisher (August 2008) über eine Million Mal heruntergeladen.
Neben zahlreichen Auftritten in Schweden hat die Band auch einige Konzerte in Norwegen, England, Italien, Spanien und Deutschland gespielt.
Der Song Summercat wurde in Spanien für eine Bierwerbung genutzt und erreichte daraufhin Platz 2 in den spanischen Singlecharts.

## Diskografie
- 2004: I Was So Unpopular in School and Now They’re Giving Me This Beautiful Bicycle (Love Will Pay the Bills)
- 2005: The World According to Pablo (Love Will Pay the Bills)
- 2007: Where the Ocean Meets My Hand (Love Will Pay the Bills)
- 2008: I Used to Wander These Streets (Love Will Pay the Bills)
- 2010: From Burning Hell to Smile and Laughter (Love Will Pay the Bills)
- 2012: While You Were Asleep (Goldenbest)

Die ersten drei Alben erschienen 2008 auch beim deutschen Independent-Label meraklis records.